# Царіград
Цариград (рум. Țarigrad) — село у Дрокійському районі Молдови. Утворює окрему комуну.

## Населення
За даними перепису населення 2004 року у селі проживали 4655 осіб.
Національний склад населення села:
| Національність       | Кількість осіб | Відсоток   |
| -------------------- | -------------- | ---------- |
| молдавани румуни     | 4594 10        | 98,7% 0,2% |
| українці             | 23             | 0,5%       |
| росіяни              | 20             | 0,4%       |
| цигани               | 6              | 0,1%       |
| гагаузи              | 1              | < 0,1%     |
| інша / без відповіді | 1              | < 0,1%     |
| Всього               | 4655           | 100%       |